# Nils Carlbom
Nils „Nicka“ Carlbom (* 10. Juli 1892; † 6. September 1960) war ein schwedischer Fußballspieler. Er bestritt 1921 ein Länderspiel für die schwedische Nationalmannschaft.

## Werdegang
Carlbom spielte mindestens ab 1917 bis 1923 für Hammarby IF. Für den Klub trat er sowohl in der seinerzeit höchsten Spielklasse, der Svenska Serien, als auch in der vor Einführung der Allsvenskan als landesweiter Spielklasse im Jahr 1924 im Pokalmodus ausgetragenen Landesmeisterschaft an. Dort gehörte der Klub regelmäßig zu den Endrundenteilnehmern, Carlboms Mannschaft scheiterte jedoch in der Regel vor dem Viertelfinale. 1921 scheiterte die Mannschaft im Viertelfinale mit einer 0:1-Heimniederlage im Olympiastadion Stockholm am IFK Eskilstuna, gewann jedoch die Distriktmeisterschaft nach einem 3:0-Endspielerfolg gegen Stockholms BK. Im folgenden Jahr zog Hammarby IF in der Landesmeisterschaft ins Endspiel ein, das Spiel ging jedoch insbesondere dank des dreifachen Torschützen Bror Carlsson gegen den Göteborger Klub GAIS mit einer 1:3-Niederlage verloren. Auch in der Distriktmeisterschaft blieb nach einer 0:3-Endspielniederlage gegen AIK nur die Vizemeisterschaft. Im folgenden Jahr verließ er den Klub und siedelte in die Vereinigten Staaten über.
1921 berief das Auswahlkomitee des Svenska Fotbollförbundet Carlbom als Auswahlspieler in die schwedische Nationalmannschaft. Im Mai des Jahres debütierte er in seinem Heimatstadion, dem Stockholmer Olympiastadion, für seine Farben bei der 0:3-Niederlage gegen die finnische Auswahl, als der schwedische Verband zehn Spieler des Stockholmer Distriktmeisters Hammarby IF (Abwehrspieler Gustav Ehn vom Finalgegner Stockholms BK ergänzte die Mannschaft) aufs Feld schickte.
Über das weitere Leben Carlboms – insbesondere auch abseits des Fußballplatzes – ist derzeit nichts bekannt.